# Asplenium trilobatum
Asplenium trilobatum är en svartbräkenväxtart som beskrevs av Carl Frederik Albert Christensen. Asplenium trilobatum ingår i släktet Asplenium och familjen Aspleniaceae. Inga underarter finns listade.